# Chiesa di Sant'Alberto di Gerusalemme (Reggio Emilia)
La chiesa parrocchiale di sant'Alberto di Gerusalemme è uno dei principali edifici religiosi del quartiere di Villaggio Stranieri-Bazzarola, nel comune di Reggio Emilia, in provincia di Reggio Emilia e diocesi di Reggio Emilia-Guastalla. È sede di una parrocchia compresa nel vicariato Urbano di Reggio Emilia. Fa parte dell'unità pastorale Giovanni Paolo II insieme alle parrocchie di Ospizio, San Pasquale Baylon al Mirabello, San Maurizio e San Lazzaro.

## Storia
La parrocchia di sant'Alberto di Gerusalemme fu eretta con apposito decreto vescovile il 28 luglio 1956, stralciata dalla originaria parrocchia di Villa Ospizio. La nascita del Villaggio Stranieri e l'espansione della città verso est avevano indotto le autorità religiose a erigere una nuova parrocchia in loco, a ridosso della strada del Quinzio, che in quel tratto assume il nome di via Albert Einstein.
Il fondatore fu l'allora parroco di Villa Ospizio, don Primo Carretti che nel 1943 aveva già dato vita all'asilo infantile parrocchiale presso il nuovo quartiere dell'allora Villaggio IACP Costanzo Ciano, nel dopoguerra intitolato al martire partigiano Sergio Stranieri, originario del posto. Prima dell'inaugurazione dell'attuale chiesa parrocchiale le funzioni erano svolte all'interno di un'abitazione del Villaggio Stranieri, che ospitava un altare in legno intagliato e dorato con una statua dell'Immacolata Concezione.
L'edificio, progettato dall'architetto Osvaldo Piacentini e dalla Cooperativa Architetti e Ingegneri di Reggio Emilia nel 1957, anticipa i dettami architettonici del Concilio Vaticano II presentandosi come una sintesi fra il modello della chiesa a croce latina e quella a pianta centrale quadrata. È caratterizzato da forme geometriche essenziali, con l'altare posto al centro e raggiungibile da appositi gradoni che sprofondano verso di esso. Assieme alle sottostanti cripta e sagrestia è collegato tramite un portico in cemento armato al battistero e agli altri edifici ecclesiastici che ospitano la canonica e le opere parrocchiali.
L'elemento centrale della facciata è costituito da geometrie solide scandite da mattoni a vista da cui emergono gli elementi in cemento armato della struttura portante.
La chiesa parrocchiale fu inaugurata il 1º maggio 1961.
Il complesso della chiesa e delle strutture ecclesiastiche di sant'Alberto è segnalato dall'Istituto Beni Artistici, Culturali e Naturali dell'Emilia-Romagna come bene da tutelare nell'ambito delle testimonianze significative dell'architettura moderna.
Fra le opere parrocchiali figura la scuola dell'infanzia e nido primavera FISM Don Primo Carretti, situata a 150 metri dalla chiesa, che in passato era retta dalle Suore Minime della Passione di Nostro Signore Gesù Cristo.
L'ultimo parroco residente fu monsignor Eleuterio Agostini, che svolse il suo ministero in parrocchia dal 1975 al 2009.